# SBB Ee 922
De Ee 922 is een elektrische rangeerlocomotief bestemd voor het rangeren met treindelen van de Schweizerische Bundesbahnen (SBB).

## Geschiedenis
De rangeerlocomotieven werden besteld bij Stadler Rail door de Schweizerische Bundesbahnen (SBB). Ze vervangen 38 rangeerlocomotieven van het type Ee 3/3, 7 rangeerlocomotieven van het type Ee 3/3II en 8 rangeerlocomotieven van het type Ee 3/3IV.
Op 7 december 2010 werd bekend dat deze locomotief de volgende prijs heeft verworven: Die Besten 2010 in Landschaft, Architektur und Design. Op 3 juli 2009 vond in Winterthur de roll-out van de eerste locomotief plaats. De tentoonstelling met onder meer deze locomotief liep van 8 december 2010 tot 9 januari 2011 in Vestibül Museum für Gestaltung te Zürich., In februari 2011 werd de laatste locomotief afgeleverd.

## Constructie en techniek
De tweeassige locomotief is uitgerust met IGBT-technologie en draaistroommotoren. Door ontbreken van stangen in de aandrijving is het onderhoud tot het minimale beperkt.

## Treindiensten
De locomotieven worden door de Schweizerische Bundesbahnen (SBB) in de volgende rangeerdiensten ingezet:
| Basel | Bern | Biel | Brig | Chur | Luzern | Romans- horn | Zürich |
| ----- | ---- | ---- | ---- | ---- | ------ | ------------ | ------ |
| 3     | 3    | 1    | 4    | 1    | 2      | 1            | 6      |

## Foto's

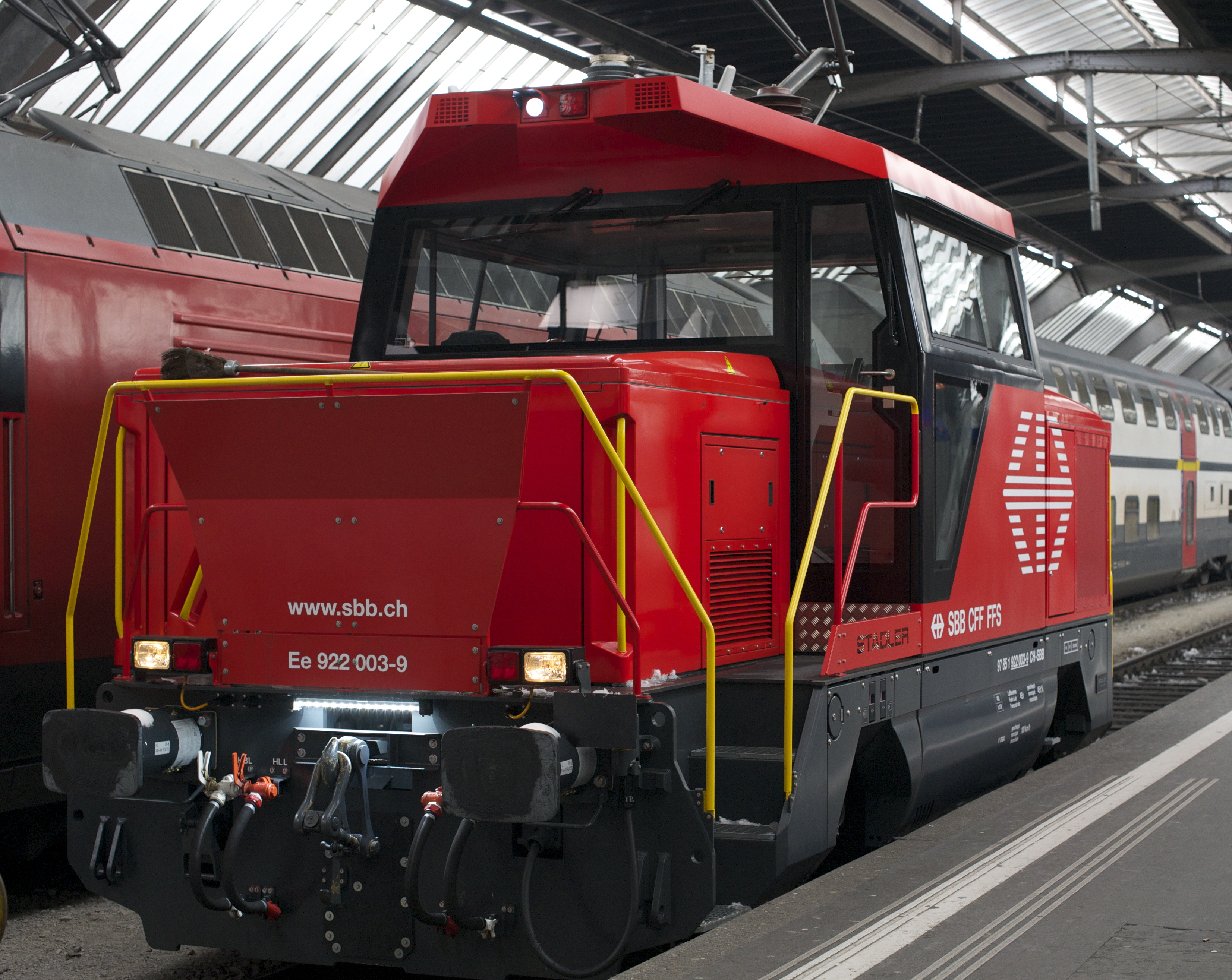
SBB Ee 922 003-9 op 14 februari 2010 te Zürich HB
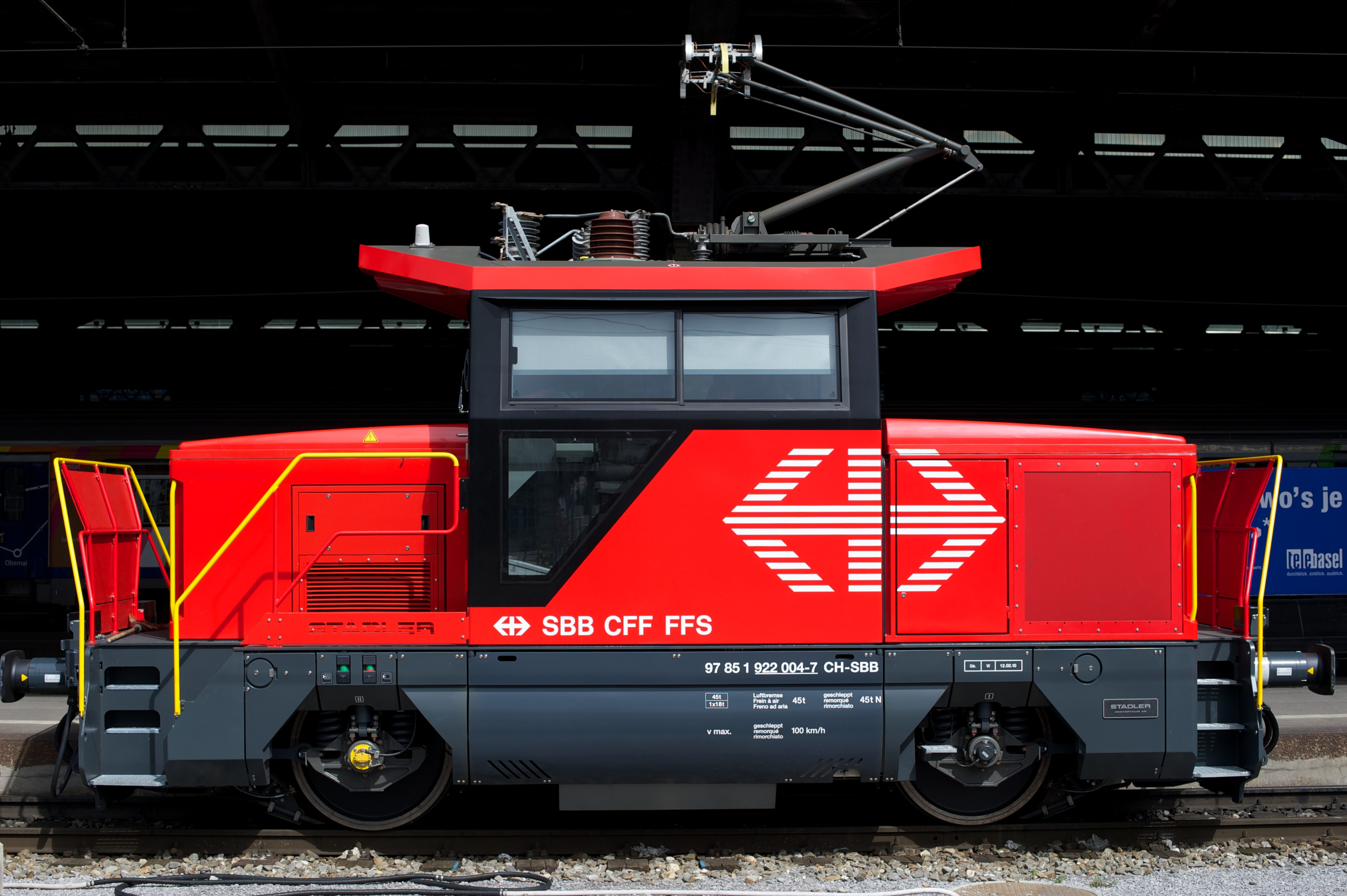
SBB rangeerlocomotief 922 004-7 op 5 april 2010 op station Basel SBB

Stoom: Ed 2x2/2 · E 3/3 · A 3/5 · B 3/4 · C 5/6 

Elektrisch: Fb 3/5 · C 4/4 · Ce 6/8II / Ce 6/8III (Krokodil, 1920/1926) · Be 4/6 (1920) · Be 4/7 (1921) · Ae 3/5 (1922) · Ae 3/6I (1921) · Ae 3/6II (1924) · Ae 3/6III (1925) · Ae 4/7 (1927) · Ae 4/6 (1941) · Re 4/4 I · Ae 6/6 · Re 4/4 II · Re 420 · Re 421 · Re 4/4 III · Re 6/6 · Re 620 · Re 4/4 IV · Re 440 · Re 450 · Re 460 · Re 474 · Re 481 · Re 482 · Re 484 

Diesel: Am 841 (1996) · Am 843 · Am 840 

Rangeer: Ee 3/3 · Em 3/3 (1959) · Bm 4/4 (1961) · Ee 922 · Eem 923 